# Miltenberg (huyện)
Miltenberg là một huyện ở bang Bayern, Đức. Huyện này giáp (from the north and clockwise) Thành phố Aschaffenburg, các huyện of Aschaffenburg và Main-Spessart, and the states of Baden-Württemberg (các huyện of Main-Tauber và Neckar-Odenwald) và Hesse (các huyện of Odenwaldkreis và Darmstadt-Dieburg).
Huyện Miltenberg đã được lập năm 1972 thông qua việc sáp nhập các huyện cũ Miltenberg và Obernburg.

## Địa lý
Huyện này tọa lạc ở vùng núi ở hai bên bờ sông Main. Bờ tây là dãy núi Odenwald còn bờ đông là dãy núi Spessart.

## Thị xã và đô thị
| Thị xã | Đô thị | |
| --- | --- | --- |
| 1. Amorbach 2. Erlenbach am Main 3. Klingenberg am Main 4. Miltenberg 5. Obernburg 6. Stadtprozelten 7. Wörth am Main | 1. Altenbuch 2. Bürgstadt 3. Collenberg 4. Dorfprozelten 5. Eichenbühl 6. Elsenfeld 7. Eschau 8. Faulbach 9. Großheubach 10. Großwallstadt 11. Hausen 12. Kirchzell | 1. Kleinheubach 2. Kleinwallstadt 3. Laudenbach 4. Leidersbach 5. Mömlingen 6. Mönchberg 7. Neunkirchen 8. Niedernberg 9. Röllbach 10. Rüdenau 11. Schneeberg 12. Sulzbach am Main 13. Weilbach |